# Lewes FC
Lewes FC is een Engelse voetbalclub uit Lewes.
De club is opgericht in 1885 en heeft verschillende promoties gekend. In 2008 promoveerde de club naar de Conference National, maar degradeerde na één seizoen. Momenteel komt de club uit in de Isthmian Football League Premier Division (7e klasse).

## Bekende (ex-)spelers
- Russell Martin

## Wetenswaardigheid
Lewes FC was in 2017 de eerste voetbalclub die mannen en vrouwen gelijk beloont.